# برگهایم، نوردراین-وستفالن
شهر برگهایم، نوردراین-وستفالن در ایالت نوردراین-وستفالن در کشور آلمان واقع شده است.